# (35327) 1997 EP13
1997 EP13 (asteroide 35327) é um asteroide da cintura principal. Possui uma excentricidade de 0.11233580 e uma inclinação de 3.39080º.
Este asteroide foi descoberto no dia 3 de março de 1997 por Spacewatch em Kitt Peak.